# Pulag
Mount Pulag (auch bekannt unter dem Namen Mount Pulog) ist der dritthöchste Berg auf den Philippinen und der höchste Gipfel auf der nördlichen Hauptinsel Luzon und liegt im südlichen Zentrum der Cordillera Central. Am Gipfel treffen die Grenzen der Provinzen Benguet, Ifugao und Nueva Vizcaya aufeinander. Die historischen Höhlenbegräbnisstätten der Ibaloi liegen teilweise an den Flanken des Berges, in ihnen wurden im Mittelalter die Kabayan-Mumien beigesetzt.

## Klima
Das Klima am Mount Pulog ist tropisch mit ganzjährig vorherrschenden Regenfällen. Die durchschnittliche jährliche Niederschlagsmenge beträgt 4489 mm. Der Monat August ist mit durchschnittlich 1135 mm der niederschlagreichste Monat.
Trotz seiner Höhe wurde auf dem Pulag seit dem späten 19. Jahrhundert kein Schnee mehr beobachtet.

## Fauna und Flora
Am Mount Pulag wurden 528 Pflanzenarten beschrieben. Er ist das natürliche Verbreitungsgebiet des endemischen Zwergbambus (Yushania niitakayamensis) und der Benguetkiefer (Pinus insularis). Unter der einheimischen Tier- und Pflanzenwelt finden sich 33 Vogelarten und mehrere bedrohte Säugetierarten wie der Philippinenhirsch (Rusa marianna oder Cervus mariannus) und die zu den Borkenkletterern gehörende Art Crateromys schadenbergi.
Am 20. Februar 1987 wurde ein großer Teil des Berges zum Mount Pulag National Park erklärt. Dadurch soll ein besserer Schutz des Gebietes vor menschlichen Einflüssen, wie Umwandlung in landwirtschaftlich genutzte Fläche, Holzproduktion, Jagd und zunehmenden Tourismus, gewährleistet werden.
Die indigenen Einwohner von Benguet betrachten den Berg als heiligen Ort.